# Об'єктивна сторона злочину
Об'єкти́вна сторона́ кримінального правопорушення — це сукупність ознак, які визначають зовнішню сторону злочину і характеризують суспільно-небезпечне діяння (дію або бездіяльність), його негативні наслідки та причинний зв’язок між діянням та наслідками, який обумовив настання останніх, а також місце, час, обстановку, спосіб, знаряддя та засоби вчинення злочину.

## Ознаки об'єктивної сторони кримінального правопорушення
До ознак об'єктивної сторони злочину відносять:
- суспільно небезпечне діяння (дія або бездіяльність), що посягає на той чи інший об'єкт;
- суспільно небезпечні наслідки;
- причинний зв'язок між дією (бездіяльністю) і наслідками (у злочинах із матеріальним складом);
- спосіб, місце, час, обстановка, засоби і знаряддя вчинення злочину.

Як і всі інші ознаки складу злочину, ознаки об'єктивної сторони закріплені в кримінальному законі: у загальній частині кримінального закону закріплюються ознаки, характерні для всіх злочинів, а в особливій — ті з них, які притаманні лише діянням певного роду. Безсумнівним є віднесення до загальних ознак всіх злочинів вчинення злочинного діяння,тобто поведінкового акту, яке здатне завдати шкоди охоронюваним кримінальним законом суспільним відносинам, інтересам і благам (об'єктові злочину). Питання про те, чи є загальними для всіх злочинів ознаки наслідків і причинового зв'язку, є дискусійним.
Норма особливої частини кримінального закону може мати як формальну, так і матеріальну конструкцію. У першому випадку шкідливі наслідки, завдані злочином, не описуються в законі, в другому — вони вказуються в явному вигляді. У теорії кримінального права ці ситуації тлумачаться по-різному. Одні вчені заявляють про те, що раз наслідки не описані в законі, то для даного складу ці ознаки є факультативними. Інші ж вказують, що будь-який злочин за визначенням заподіює яку-небудь шкоду суспільним відносинам, і що відсутність вказівки на конкретне шкідливий наслідок злочину свідчить лише про те, що існує презумпція наявності в даному складі шкідливих наслідків, і для притягнення особи до відповідальності не потрібно доводити їх наявності. У другому випадку дані ознаки все ж мають природу обов'язкових, так як вони повинні бути присутніми в будь-якому злочинному діянні; якщо фактично буде встановлено відсутність шкоди охоронюваним кримінальним законом об'єктам, діяння має бути визнане малозначним, а особа, яка його вчинила, не може бути притягнута до кримінальної відповідальності.